# Joanna z Évreux
Joanna d’Évreux fr. Jeanne d’Évreux (ur. 1310, zm. 4 marca 1371 w Brie-Comte-Robert) – hrabianka d'Évreux, królowa Francji i Nawarry jako trzecia żona Karola Pięknego w latach 1325-1328, córka Ludwika Francuskiego i Małgorzaty d'Artois.

## Życiorys
Urodziła się w 1310 roku jako córka Ludwika, hrabiego Evreux i Małgorzaty d'Artois. Jej rodzice byli członkami dynastii Kapetyngów: Ludwik był synem króla Francji Filipa Śmiałego, natomiast Małgorzata była wnuczką hrabiego Artois Roberta II. Joanna miała 4 rodzeństwa: Marię, księżną Brabancji, Karola, hrabiego d'Étampes, Filipa, króla Nawarry i Małgorzatę, hrabinę Owernii.
W 1324 r. zmarła Maria Luksemburska, żona króla Francji i Nawarry Karola Pięknego. Król nie miał następcy, więc postanowił ożenić się po raz trzeci. Joanna była kuzynką Karola, więc papież Jan XXII udzielił im dyspensy, żeby małżeństwo mogło zostać zawarte. Ślub odbył się 13 lipca 1325, a 11 maja 1326 Joanna została koronowana w Sainte-Chapelle.
Król zmarł 2 lutego 1328 r. 2 miesiące później Joanna urodziła córkę, Blankę, co spowodowało wymarcie głównej linii dynastii Kapetyngów. Z uwagi na powołanie się w 1316 r. na prawo salickie przez Filipa V Wysokiego córki Karola i Joanny nie mogły dziedziczyć tronu. Królem Francji został kuzyn Karola i Joanny Filip VI Walezjusz, natomiast tron Nawarry przypadł żonie jej brata, Joannie II.
Joannie nie wyszła ponownie za mąż. Zmarła w 1371 i została pochowana w bazylice Saint-Den.

## Potomstwo
Z małżeństwa z Karolem IV Pięknym pochodziły trzy córki:
- Joanna (ur. 1326 - zm. 1327),
- Maria (ur. 1327 - zm. 1341),
- Blanka (ur. 1 kwietnia 1328, zm. 8 lutego 1392), żona Filipa, księcia Orleanu, syna króla Filipa VI.